# Constantin VI
Constantin VI (en grec Κωνσταντῖνος ΣΤ′), dit l'Aveugle (né en 771 et mort avant 805), est un empereur byzantin de 780 à 797. Fait coempereur à l’âge de cinq ans par son père Léon IV, il succède à celui-ci en 780. Sa mère, Irène, assure la régence avec le logothète du Drome, Staurakios. Sous l’égide de celle-ci, Constantin signe les actes du deuxième Concile de Nicée qui abolit l’iconoclasme. Avec l’aide du général Michel Lachanodrakôn il dépose sa mère en 790. Il s’avère toutefois un piètre souverain tant sur le plan extérieur contre les Arabes et les Bulgares que sur le plan intérieur, devant faire revenir sa mère en 792. Son divorce de son épouse Marie l’Arménienne donne lieu au « schisme moechien ». Il est victime d’un complot ourdi par sa mère en août 797; aveuglé d’horrible façon, il doit se retirer dans un monastère hors de Constantinople où il meurt à une date inconnue, certainement avant 805.

## Contexte historique

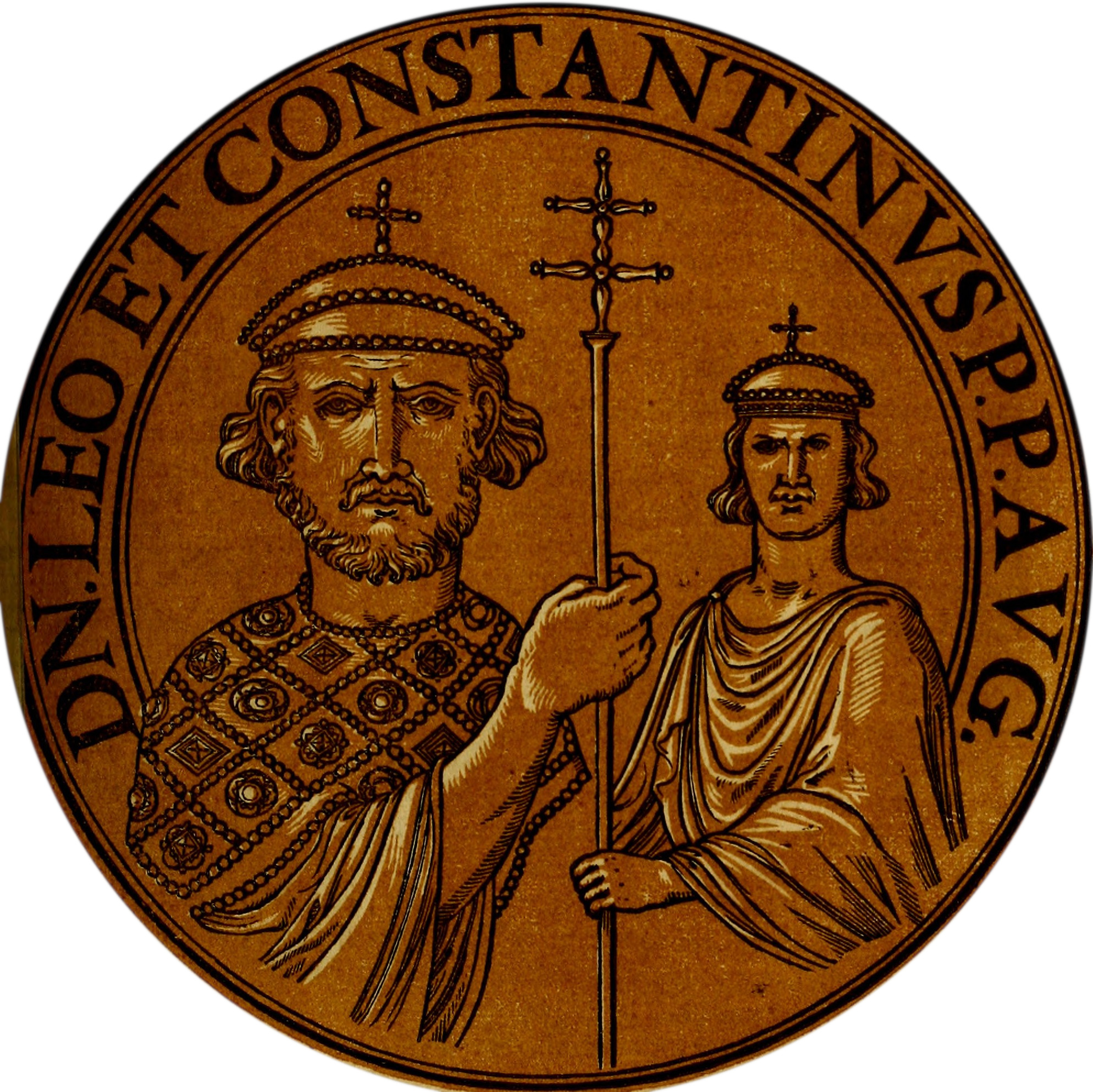
Léon IV (à gauche) et son fils Constantin VI (à droite) d’après la reconstitution d’une pièce de monnaie de l’époque.

Le très court règne de son père, Léon IV le Khazar (775-780), avait été dominé par la question de l’iconoclasme qui, s’étendant sur une centaine d’années (726 à 843), devait se dérouler en deux étapes. Au cours de la première qui nous occupe ici, de 723 à 775, les empereurs Léon III l'Isaurien (r. 717-741) et son fils Constantin V (r. 741-775) adoptèrent une attitude de plus en plus intransigeante et violente à l’endroit du culte des images, ordonnant la destruction systématique des icônes représentant le Christ ou les saints, qu’il s’agisse de mosaïques ornant les murs des églises, d’images peintes ou d’enluminures de livres. Léon IV continua la politique officielle de son père, mais s’abstint de persécuter les « iconodules ». Aux dires de Théophane le Confesseur, contemporain des évènements, Léon contrairement à son père avait une grande dévotion à l’égard de la Vierge Marie et comptait parmi ses relations nombre de moines dont il fit nommer certains évêques. Toutefois, il n’hésita pas à sévir contre cinq dignitaires du palais soupçonnés d’avoir introduit des icônes dans les appartements de son épouse, Irène l’Athénienne qui était, elle, iconodule. Sur le plan dynastique, il nomma le fils qu’il avait eu d’elle, Constantin, coempereur dès son plus jeune âge, écartant ainsi les deux fils que son père avait eu de sa troisième épouse et qui avaient reçu le titre de « césar ». Sur le plan extérieur, l’empire maintint la paix avec son voisin bulgare, alors que les Arabes qui avaient repris l’offensive en Asie mineure subirent deux importantes défaites, l’une en Cilicie, l’autre dans le thème des Arméniaques,,.

## Enfance et régence d’Irène

### Affirmation du pouvoir d’Irène

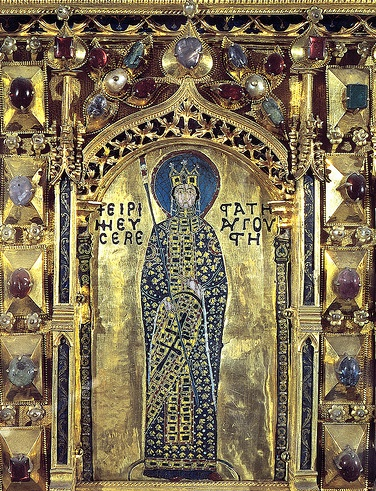
Irène, empereur de Byzance, d’après une représentation du Pala d’Oro de Venise.

Cette question de l’iconoclasme devait, à un titre ou un autre, dominer les premières années du règne de Constantin VI. Lorsque Léon IV mourut subitement de la maladie du charbon en 780, ni son épouse, Irène, ni le fils de celle-ci, Constantin alors âgé de dix ans, ne semblaient capables de faire face aux défis qu’affrontait l’empire. Alors que l’armée, le gouvernement et le clergé avaient été iconoclastes depuis près de cinquante ans, Irène était connue comme iconodule. En tant que femme, elle ne pouvait de plus conduire les armées qui étaient devenues l’élément le plus important de l’État. Quant à Constantin, si le principe de la succession au profit du fils aîné  de l’empereur défunt avait fait des progrès, il n’était pas encore ancré dans les mœurs. Aussi Léon IV décida-t-il dès 776 de désigner son fils aîné, Constantin, comme coempereur, « à la demande de l’armée » nous dit Théophane le Confesseur, et obligea ses officiers ainsi que les représentants des corporations de la capitale à lui prêter serment d’allégeance,. Cela éloignait les deux frères de l’empereur, Nicéphore et Christophe, déjà nommés « Césars » en 769 qui croyaient avoir des droits d’accéder au trône. De fait, un complot fut ourdi rassemblant nombre de hauts fonctionnaires iconoclastes pour mettre Nicéphore sur le trône. L’impératrice étouffa rapidement ce début de soulèvement et força les frères de son époux à embrasser la prêtrise et à donner la communion aux fidèles le jour de Noël 780 comme preuve de leur « conversion »,,.
Les têtes dirigeantes de ce complot avaient été le logothète du drome et le domestique des excubites. Le poste de logothète fut immédiatement confié à Staurakios, eunuque déjà élevé au rang de patrice qui, s’il apportait à Irène le soutien de la bureaucratie, lui valut aussi la hargne de l’armée,.

### Menaces extérieures

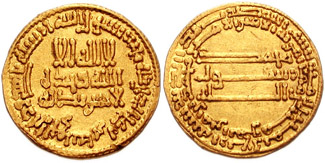
Dinar d’Hâroun ar-Rachîd, hégire 170-193.

Or ce dernier appui lui aurait été grandement nécessaire, car sitôt en place son gouvernement dut faire face à de graves menaces sur plusieurs fronts. Déjà l’armée d’Anatolie s’était mutinée et déclarée en faveur de Nicéphore; ses commandants furent sévèrement punis. Ce devait être le début d’une purge au sein des armées, traditionnellement iconoclastes, qui privaient aussi celles-ci d’éléments de grandes valeurs face à l’ennemi : révolté, le stratège de Sicile Helpidius se déclara indépendant en 781 et se rangea du côté des Sarrasins d'Afrique du nord,. Constatant que la majeure partie de l’armée était occupée en Sicile, les Arabes attaquèrent la Cappadoce, mais furent refoulés par le stratège du thème des Thracésiens, Michel Lachanodrakôn, ardent et cruel iconoclaste. Le calife répliqua l’année suivante en envoyant son fils, Hâroun ar-Rachîd, à la tête d’une armée forte de 95 793 soldats. Se méfiant des généraux nommés par son mari, Irène plaça à la tête de l’armée son ministre Staurakios, lequel fut trahi par l’un des généraux, si bien qu’Irène dut accepter une trêve et payer une rançon de 160 000 nomismatas pour la liberté de son ministre. Immédiatement après, en 783, une expédition dut être envoyée dans les Balkans contre les Slaves. Staurakios devait y sauver sa réputation regagnant en une année autant de territoire en Thrace que Constantin V l’avait fait durant tout son règne,.

### Rétablissement de l’orthodoxie

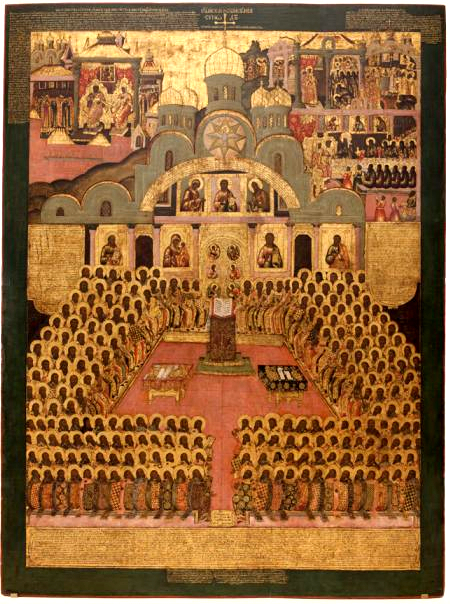
Icône du XVIIe siècle représentant le deuxième concile de Nicée (couvent de Novodievitchi).

Les plus hautes fonctions de l’État et de l’Église ainsi que la majorité des hauts gradés de l’armée étant iconoclastes, Irène dut user de prudence pour procéder au rétablissement du culte des images. Une occasion se présenta l’année suivante lorsque mourut le patriarche Paul nommé par Léon IV. Bien qu’ayant dû prêter serment de défendre l’iconoclasme à son avènement, Paul avait rejeté comme inauthentiques certains documents sur lesquels se basaient cette doctrine et ressentait douloureusement l’isolement de l’Église de Constantinople, les autres patriarches étant demeurés fidèles aux images. Ayant abandonné sa charge, il aurait suggéré à l'impératrice que le protasekretis Taraise, haut-fonctionnaire mais simple laïc, était le mieux à même de prendre sa succession. Avant d’accepter la charge, ce dernier exigea qu’un concile soit réuni pour condamner l’iconoclasme. Taraise fut consacré le 25 décembre 784 et l’impératrice écrivit au pape pour lui faire part de ses intentions. Le 31 juillet 786, le concile se réunit dans l’église des Saints-Apôtres de Constantinople. Les discussions avaient à peine commencé qu’elles furent interrompues par les soldats de la garde impériale de la capitale qui, dégainant leurs épées, dispersèrent les évêques rassemblés (au grand bonheur de certains d’entre eux, encore fidèles iconoclastes),.
Traditionnellement, les armées d’Asie étaient favorables à l’iconoclasme alors que celles d’Europe étaient partisanes du culte des images. Sous prétexte de prévenir de nouvelles attaques arabes, Irène envoya en Orient les troupes iconoclastes de la capitale, les remplaça par des troupes venues de Thrace et licencia les gardes de la capitale qui avaient interrompu le concile. En mai 787 de nouvelles invitations furent lancées, mais par précaution, le concile se réunit à Nicée, en dehors de la capitale. Ce fut le septième concile œcuménique et le deuxième de Nicée. Cette fois tout se déroula selon les vœux de l’impératrice. Le patriarche Taraise (dont le pape réprouva la nomination non conforme aux canons) présida une assemblée réunissant 350 évêques, de nombreux moines et les représentants des autres patriarcats. Au cours de sept sessions en septembre et octobre, ceux-ci discutèrent moins de l’iconoclasme en soi, chose déjà entendue, que du sort qui devait être réservé aux évêques qui, sous les trois règnes précédents, avaient appuyé l’iconoclasme. Ceux-ci furent réintégrés après avoir abjuré leurs erreurs. Toutefois cette attitude modérée déplut à nombre de moines, partisans acharnés de la rigueur canonique et refusant tout compromis. Leur attitude devait bientôt créer de nouvelles divisions au sein de l’Église orthodoxe. Sur le plan dogmatique, toutefois, la session de clôture qui se tint au palais impérial, condamna l’iconoclasme comme une hérésie et ordonna la destruction de tous les écrits iconoclastes. L’impératrice Irène et son fils, Constantin VI, y apposèrent leurs signatures,,.

## Règne personnel de Constantin

Les thèmes byzantins vers 780.

Irène sortait ainsi gagnante de la longue querelle de l’iconoclasme qui continua néanmoins à avoir des répercussions politiques.
À ce moment, Constantin avait atteint l’âge de la majorité et aurait dû régner seul. Irène entendait bien toutefois demeurer à la tête de l’État. Un conflit se développa entre la mère et le fils, celui-ci pouvant compter sur les éléments qui dans le gouvernement, l’armée et l’Église continuaient à avoir des sympathies iconoclastes, dont le général Michel Lakonodrakôn.
Se considérant comme le premier personnage de l’empire, Irène s’en remit à ses deux conseillers principaux, les eunuques Staurakios et Aetios qui faisaient régner au palais une atmosphère étouffante, chacun d’eux offrant les meilleurs emplois aux membres de sa famille. Pour se gagner les faveurs de la population elle fit des remises de taxes que pouvait difficilement se payer un État en guerre. Or les armées subirent plusieurs défaites contre les Arabes en 788 qui défirent l’armée des Anatoliens près des Portes de Cilicie, puis contre les Bulgares qui s’avancèrent jusqu’au Strymon et, enfin, contre les Francs qui avaient envahi la principauté de Bénévent.
Une conspiration fut ourdie au printemps 790 qu’elle réussit à étouffer. Confinant son propre fils à résidence dans ses appartements, elle fit prêter à l’armée un serment de fidélité dans lequel elle tenait la première place, son fils ne venant qu’en deuxième. Si les armées d’Occident prêtèrent assez fidèlement un tel serment, il n’en alla pas de même des armées d’Orient où les Arméniaques proclamèrent Constantin seul empereur. Ayant échappé à son cloisonnement, celui-ci se mit à la tête de ces régiments et put faire une entrée triomphale à Constantinople, confinant à son tour sa mère à son palais d’Éleuthérios récemment complété et faisant arrêter et flageller le conseiller Staurakos ainsi que nombre de ses partisans.

## Le «schisme moechien»
Constantin VI avait également des motifs plus personnels de détester sa mère. En 781, le regard d’Irène s’était tourné vers Charlemagne qui venait d’être couronné empereur par le pape. Chassés d’Italie centrale par les Lombards, les Byzantins possédaient encore le Sud de la péninsule et la Sicile. Irène avait proposé une alliance entre l’Empire byzantin et celui de Charlemagne, alliance qui serait scellée par un mariage entre son fils Constantin et la fille de Charlemagne, Rotrude. Le projet fut toutefois écarté en 787 et le ministre Stauriakos chargé d’organiser un de ces concours de beauté auxquels on faisait quelques fois appel pour choisir une nouvelle impératrice. En dépit de l’humeur de son fils, Irène lui choisit comme épouse Marie d'Amnia (ou Marie l’Arménienne), une des trois petites-filles d’un aristocrate ruiné, nommé Philarète, espérant que venant d’une région iconodule et ne possédant rien, la nouvelle épouse lui devrait son ascension subite. Malgré les protestations de Constantin alors âgé d’environ dix-huit ans, le mariage eut lieu en novembre 788,.
Si Marie d’Amnia lui donna une fille, le couple n’eut pas de fils qui eût assuré la succession. En janvier 795, l’empereur fit savoir qu’il divorçait Marie pour épouser une dame de la cour du nom de Théodote, qui était en fait sa maitresse. Les noces au cours desquelles il couronna sa nouvelle épouse « Augusta » se firent avec éclat, ce qui provoqua immédiatement l’ire des moines zélotes, conduits par Platon, higoumène du célèbre monastère du Sakkoudion et de son neveu, Théodore qui dénoncèrent l’adultère impérial. Le patriarche Taraise ayant prudemment observé le silence sur ce sujet, le parti des zélotes monastiques, dénonçant son opportunisme, rompirent la communion avec lui, créant pendant deux ans le « schisme moechien » qui refera surface sous le règne de Léon VI (r. 886-912) lorsque ce dernier voudra contacter un quatrième mariage,.

## Triomphe d’Irène; aveuglement deConstantinVI

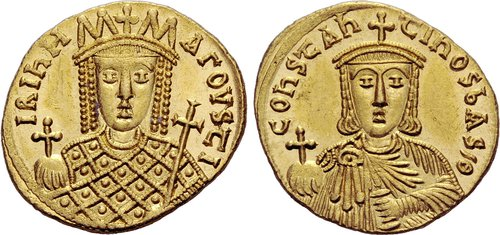
Solidus d’or représentant Irène et Constantin VI comme coempereurs après le retour d’Irène (793-797).

Après son entrée à Constantinople à la tête de l’armée des Arméniaques et après avoir relégué sa mère à son palais, Constantin était devenu, en 790, maitre du pouvoir. Il ne tarda pas à le perdre, commettant nombre d’erreurs dont celle de demeurer malgré tout attaché à sa mère. Son incompétence se révéla entre autres dans le domaine militaire. La position extérieure de l’empire s’était gravement détériorée et en 791 les Byzantins eurent à faire face à la fois aux Arabes et aux Bulgares. Les forces d’Hâroun ar-Rachîd envahirent à nouveau les provinces orientales : Constantin se hâta de signer une paix humiliante impliquant le paiement d’un tribut que les finances pouvaient difficilement se permettre. Au même moment, les Bulgares s’agitèrent sur la frontière. Constantin décida de commander lui-même une expédition qui à l’été 792 devait se terminer par la désastreuse bataille de Marcellae. Une fois encore l’empereur dut négocier une paix humiliante avec le khan bulgare et lui payer tribut,.
La même année, pour des raisons qui demeurent obscures il mit fin au confinement de sa mère qu’il rétablit dans sa position d’Augusta, accepta que Staukarios revienne d’exil et exigea que les troupes acclament Irène au même titre que lui. C’en était trop pour les Arméniaques qui refusèrent une fois encore de reconnaitre Irène à titre de basileus; en réponse Constantin fit emprisonner leur ancien stratège Alexios Musele. À Constantinople, des iconoclastes impénitents ourdirent un nouveau complot visant à  remplacer l’empereur et sa mère par son oncle Nicéphore, même si celui-ci était devenu prêtre. Le complot fut découvert et Constantin y répondit en faisant aveugler son oncle, couper la langue aux frères de celui-ci et fit aveugler Alexios Musele. L’année suivante il devait dissoudre les Arméniaques et fit marquer mille d’entre eux au fer rouge avec l’inscription « conspirateur arméniaque ». La confusion qui suivit permit aux Arabes de s’emparer du fort de Camachum sur la frontière arméniaque et de ravager le thème d’Anatolie,.
Pendant ce temps, Irène elle-même, craignant d’être une fois encore exclue du pouvoir, complotait contre son fils. Il est probable qu’elle l’encouragea dans son intention de divorcer sachant que cela lui vaudrait l’hostilité de son seul soutien, les moines zélotes. Elle multiplia les gestes pour s’attirer la faveur populaire dont de nombreuses donations et exempta l’Église des redevances dues à l’État sur les produits de ses fermes. À l’endroit des moines, elle invita Platon, l’higoumène du Sakkoudion et son neveu Théodore à reprendre en mains le célèbre monastère du Stoudion alors presque déserté. Enfin, il est presque certain que lorsque Constantin tenta de rétablir sa réputation en prenant lui-même le commandement des troupes en 797 contre les Sarrasins, ce sont des agents de l’impératrice qui l’informèrent faussement que l’ennemi s’était retiré à l’intérieur de ses frontières; l’empereur abandonna l’expédition alors qu’Hâroun ar-Rachid occupait toujours les territoires byzantins ce qui ajouta à la réputation de cruauté que lui avait attiré le traitement de ses parents et d’Alexios Musele celle de couardise,,.
Le coup final devait être porté en juin 797, alors qu’il se rendait en procession solennelle de l’hippodrome à l’église Saint-Mamas-des-Blachernes, un groupe de soldats surgit d’une rue latérale et attaqua l’escorte de l’empereur. Celui-ci réussit à s’enfuir, espérant trouver refuge de l’autre côté du Bosphore. Plus rapides, les hommes d’Irène réussirent à le capturer et à le ramener en ville. C’est dans le palais impérial, précisément dans cette chambre de porphyre qui l’avait vu naitre, que des sbires lui crevèrent les yeux le 13 août 797. L’opération fut menée de façon particulièrement brutale avec comme but évident selon certains qu’il ne puisse survivre. On ne sait précisément combien de temps il survécut ni quelle fut la date de sa mort,.

## Les suites

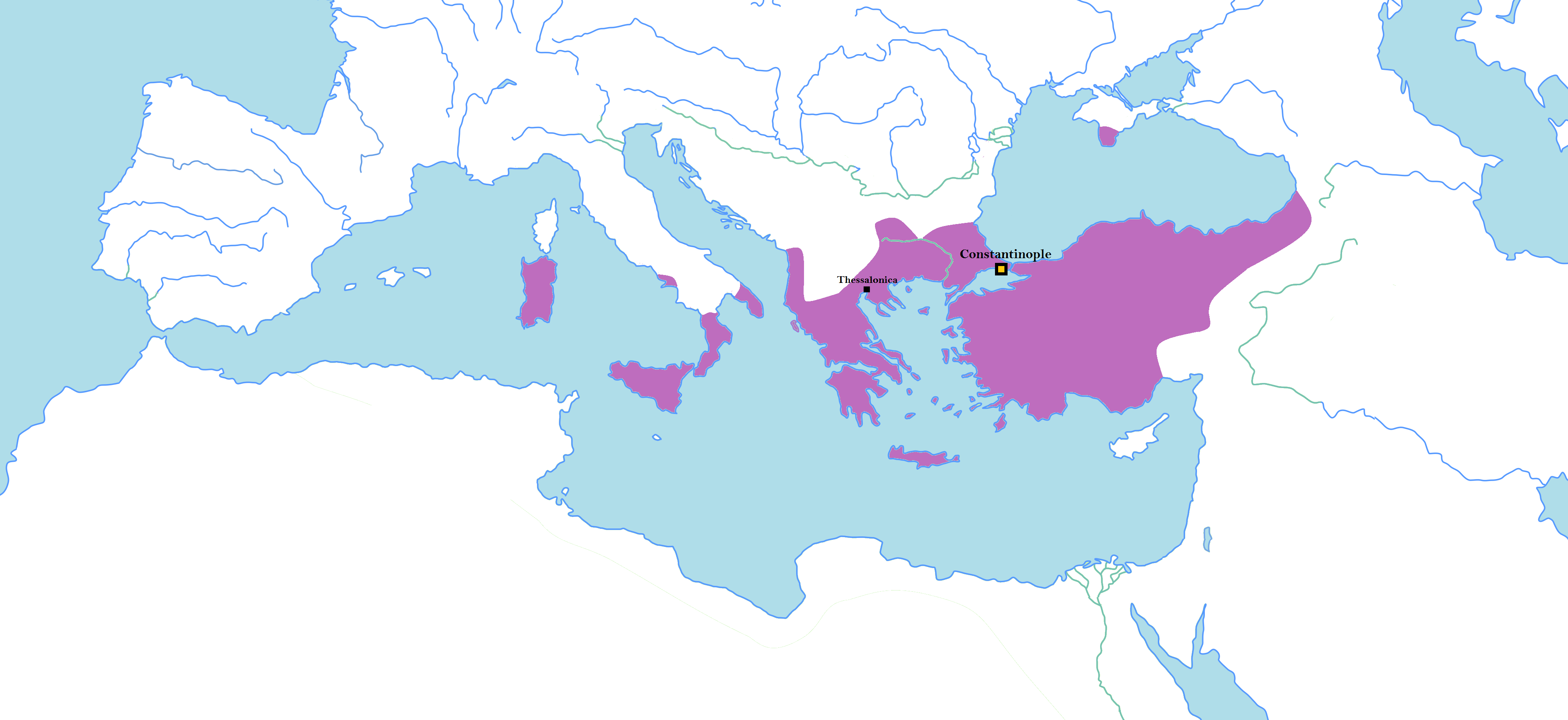
L’Empire byzantin en 802, au début du règne de Nicéphore Ier.

Comme le jeune fils, Léon, que Théodote avait eu de Constantin était mort en bas âge, Irène avait atteint son but et se retrouvait l’unique souveraine de l’Empire byzantin, première femme à régner non pas à titre de régente au nom d’un empereur mineur ou inapte à régner, mais en son propre nom, à titre de « basileus » et non de « basilissa »,. Son triomphe devait toutefois être de courte durée. Bientôt la cour devint le théâtre d’une lutte acharnée entre les deux principaux ministres, Staurakios et Aétius. Le premier étant mort, suite semble-t-il à un complot déjoué pour détrôner Irène, Aétius travailla à assurer la succession pour son propre frère. C’est à ce moment qu’arriva une ambassade de Charlemagne, lequel désireux de voir reconnaitre son titre d’ « empereur » en Occident, proposait nous dit Théophane un projet de mariage qui unirait les empires d’Orient et d’Occident. Il est probable qu’il ne s’agissait que d’un traité d’alliance entre les deux empires; mais quoi qu’il en soit, la population et la cour furent horrifiées à la perspective de voir une impératrice de Byzance épouser un barbare. Les hauts-fonctionnaires se concertèrent et le 31 octobre 802, Irène dont la santé commençait à décliner était renversée et remplacée par son ministre des Finances, Nicéphore (r. 802-811). Elle fut alors exilée à Prinkipo puis sur l'île de Lesbos où elle mourut en 803,,.

## Union et postérité
Constantin eut deux épouses :
1. Marie d'Amnia ou Marie l'Arménienne, dont :
  - Euphrosyne (né vers 790, décédé après 824) épouse de Michel II,
  - Irène, (née vers 790-795) ;
2. Théodote, dont :
  - Léon (né le 7 octobre 796, mort le 1er mai 797),
  - N, fils posthume (né en 797, décédé entre 802 et 808)[36].

### Sources primaires
- Anastase le Bibliothécaire, Historia ecclesiastica, sive chronographia tripertita . On peut en trouver une version en anglais dans : Cyril Mango et Roger Scott (traduction et commentaires), The Chronicle of Theophanes Confessor. Byzantine and Near Eastern history AD 284–813, Oxford, 1997.
- Théophane le Confesseur. Chronographia, éd. de Boor, 2 v., Leipzig 1883-1885 (avec la transcription d’Anastase le Bibliothécaire).

### Sources secondaires
- (en) Auzépy, Marie-France, « State of Emergency (700-850) », (dans) The Cambridge history of the Byzantine Empire : c. 500-1492, Cambridge University Press, 2008  (ISBN 978-0-521-83231-1).
- Barbe, Dominique. Irène de Byzance: La femme empereur. Paris, Perrin, 2006  (ISBN 978-2-262-02481-9).
- Bréhier, Louis. Vie et mort de Byzance, Albin Michel, coll. « L'évolution de l'humanité », Paris, 1946  (ISBN 2-226-05719-6).
- Cheynet, Jean-Claude (dir.). Le Monde byzantin, II, L’Empire byzantin (641-1204). Paris, Presses universitaires de France, 2007  (ISBN 978-2-130-52007-8).
- (en) Cutler, Anthony; Hollingsworth, Paul A. "Constantine VI". (in) The Oxford Dictionary of Byzantium. Oxford and New York: Oxford University Press. pp. 501–502.  (ISBN 0-19-504652-8).
- (en) Fine, John V.A. The Early Medieval Balkans: A Critical Survey from the Sixth to the Late Twelfth Century. Ann Arbor, University of Michigan Press, 1991 [1983]  (ISBN 0-472-08149-7).
- (en) Garland, Lynda. Byzantine Empresses: Women and Power in Byzantium, AD 527–1204. New York and London, Routledge, 1999  (ISBN 978-0-415-14688-3).
- (en) Gregory, Timothy E. A History of Byzantium. Malden, Massachusetts and West Sussex, United Kingdom, Wiley-Blackwell, 2010  (ISBN 1-4051-8471-X).
- (en) Henry, Patrick. “The Moechian Controversy and the Constantinopolitan synod of January A.D. 809”, (in)[37], Volume XX, Issue 2, October 1969, pp. 495–522.
- (en) Norwich, John Julius. Byzantium, vol. 1, The Early Centuries, New York, Alfred A. Knopf, 1989  (ISBN 978-0-394-53778-8).
- Ostrogorsky, Georges. Histoire de l’État byzantin. Paris, Payot, 1983 [1956]  (ISBN 2-228-07061-0).
- Settipani, Christian. « Les prétentions généalogiques à Athènes sous l'Empire romain », Thèse de doctorat en histoire, Université de Lorraine, 4 décembre 2013 (lire en ligne [archive], consulté le 1er novembre 2023).
- (en) Treadgold, Warren. A History of the Byzantine State and Society. Stanford (California), Stanford University Press, 1997  (ISBN 978-0-8047-2630-6).
- (en) Treadgold, Warren. « Byzantine revival, 780-842”. Stanford (California), Stanford University Press, 1991 [1988]  (ISBN 978-0804718967).